# 간조도리히가시역
간조도리히가시역(일본어: 環状通東駅)은 일본 홋카이도 삿포로시 히가시구에 위치한 삿포로 시영 지하철의 역이다.

## 역 구조
히가시 15초메 톤덴도리가 평행하고, 간조도리와의 교차로 직하부에 위치한다. 2면 2선의 상대식 승강장이다.
출입구는 총 4곳이다. 지상의 엘리베이터는 2번 출입구에 있고, 버스 터미널과 직결된다. 3,4번 출입구는 개찰구 내 지역을 대합실에서 돌고 같은 위치에 있는 개찰구로부터 아주 멀리 떨어져 있다.
히가시 구의 역 중에서 유일하게 정기권 매장이 있다.

### 타는 곳
| 1 | 도호 선 | 삿포로・오도리・후쿠즈미 방면 |
| 2 | 도호 선 | 사카에마치 방면               |

## 이용 현황
삿포로 시 교통국의 조사에 따르면 2015년도 1일 평균 승차 인원은 9,315명이다.
최근 1일 평균 승차 인원의 추이는 다음과 같다.
| 연도 | 1일 평균 승차 인원 |
| ---- | ------------------ |
| 2003 | 8,463              |
| 2004 | 8,431              |
| 2005 | 8,524              |
| 2006 | 8,546              |
| 2007 | 8,538              |
| 2008 | 8,539              |
| 2009 | 8,169              |
| 2010 | 8,207              |
| 2011 | 8,245              |
| 2012 | 8,456              |
| 2013 | 8,739              |
| 2014 | 9,044              |
| 2015 | 9,315              |

## 역 주변
- 혼루지
- 삿포로 마을 신사
- 삿포로 마을 향토 기념관
- 오토모 공원
- 삿포로 기타13조히가시 우체국
- 호쿠요 은행 기타15조 지점
- 홋카이도 은행 기타15조 지점
- 도코 초등학교
- 아케조노 초등학교
- 나에보 초등학교
- 간조도리히가시 버스 터미널

## 역사
- 1988년 12월 2일: 사카에마치 ~ 호스이스스키노 역간 개통에 따라 영업 개시.
  - 개업 전의 가칭 역명은 "기타15조 역"이었다.[1]
- 2017년 2월 23일: 스크린도어 사용 개시.

## 사진

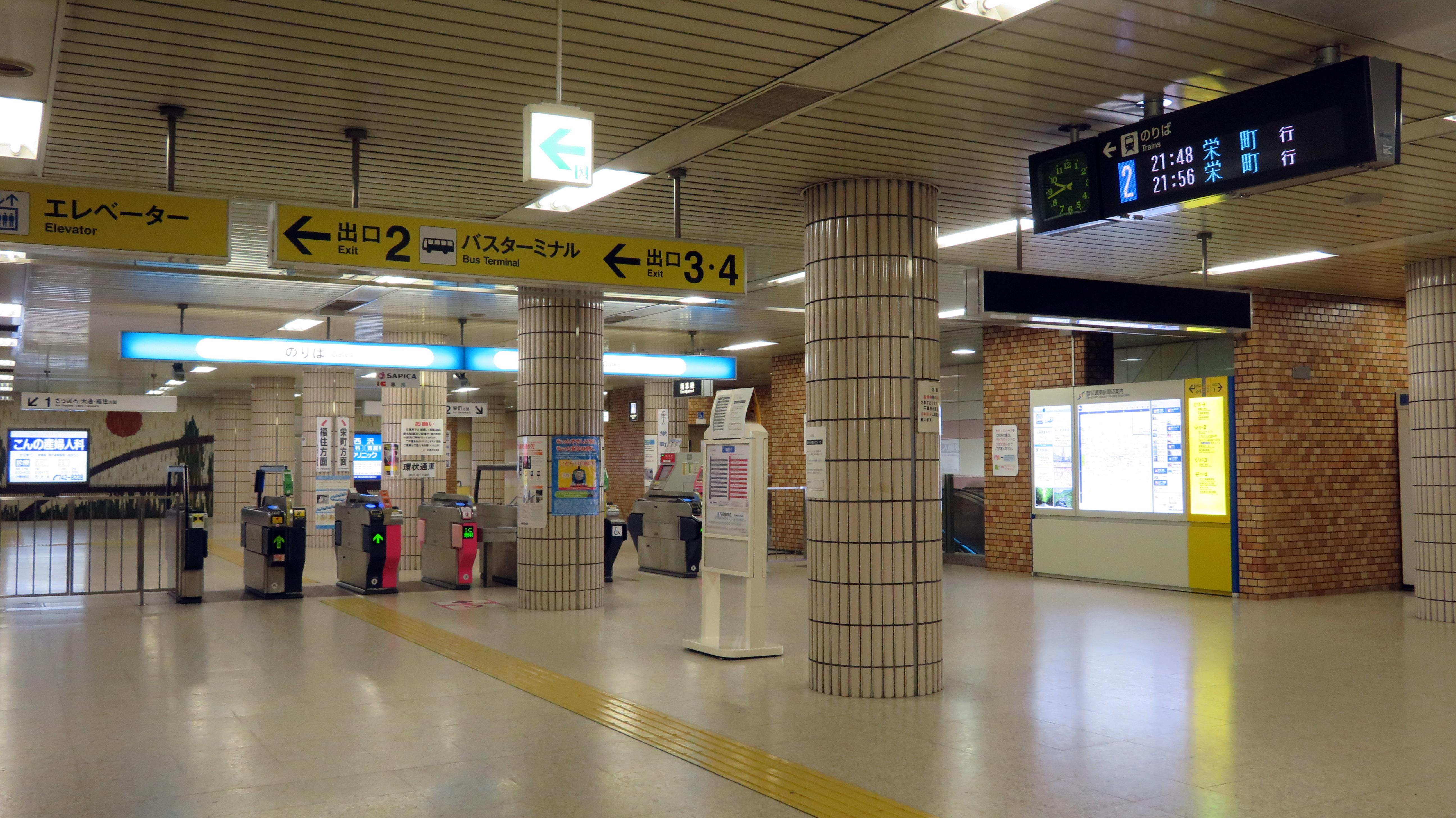
개찰구
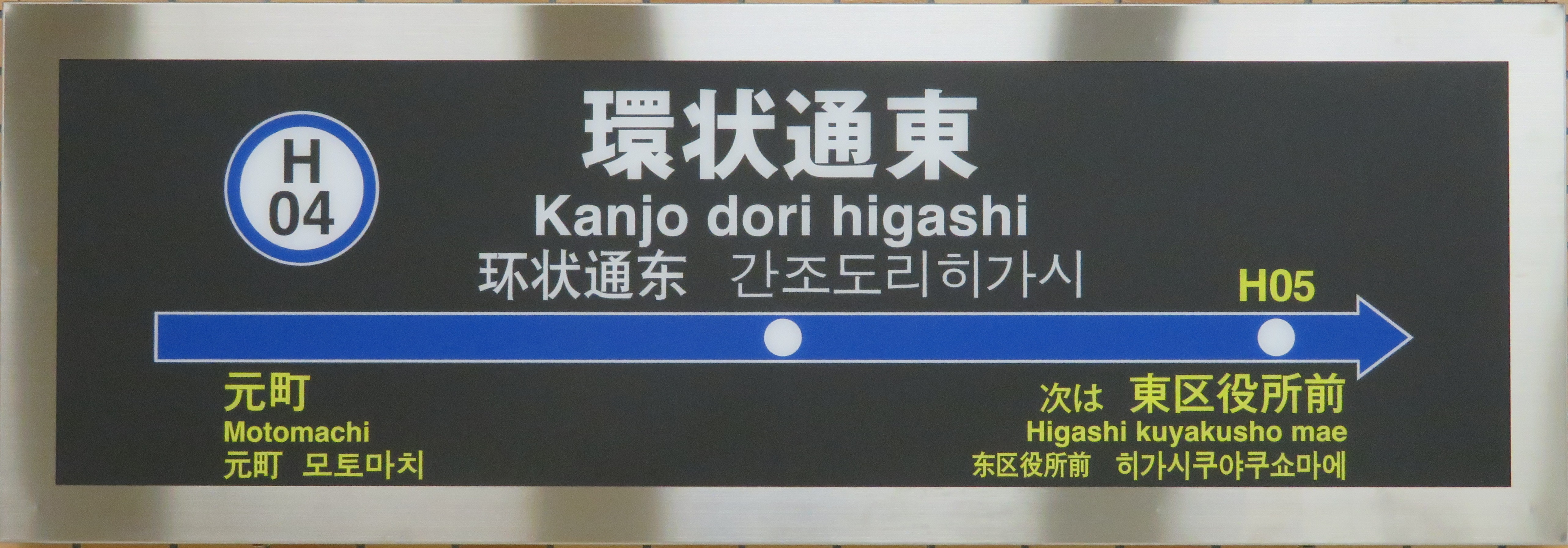
역명판

## 인접역
| 삿포로 시 교통국 지하철 도호 선 | 삿포로 시 교통국 지하철 도호 선 | 삿포로 시 교통국 지하철 도호 선      |
| ------------------------------- | ------------------------------- | ------------------------------------ |
| H03 모토마치 사카에마치 방면    | ● 도호 선                       | H05 히가시쿠야쿠쇼마에 후쿠즈미 방면 |